# Емма Фаулер
Емма Фаулер (5 червня 1979, Тонтон, Велика Британія) — колишня британська біатлоністка. Вона була однією з найуспішніших біатлоністок своєї країни у 2000-х роках.

## Кар'єра

### Подіум Кубка Європи та дебют на Кубку світу (1998—2003)
Емма Фаулер, як і майже всі британські біатлоністки, служила в британських збройних силах. Як сержант виступала за 1-й полк логістики Королівського тилового корпусу, а тренував її Вальтер Піхлер. Уродженка Каннінгтона займається біатлоном з 1997 року, а з 1998 року була членом британської збірної. Її перші міжнародні змагання відбулися на літньому чемпіонаті світу з біатлону 1998 року в Осрблі, де вона фінішувала 32-ю у спринті та гонці переслідування. Свою першу зимову гонку вона провела в 1999 році в рамках Кубка Європи з біатлону у Фріденвайлері і фінішувала 21-ю в спринті. Трохи пізніше вона фінішувала 33-ю в індивідуальній гонці на юніорському чемпіонаті світу в Поклюці. В Альт-Сент-Йоганні вона змогла фінішувати другою після Брігіт Вайсляйтнер у спринті Кубка Європи. У березні 2000 року Фаулер також вперше взяла участь у Кубку світу з біатлону в Рупольдингу. У своїй першій гонці, спринті, вона фінішувала 73-ю. Фаулер пропустила весь сезон 2002/03, оскільки брала участь у війні в Перській затоці як солдат.

### Участь в Олімпіаді та національне домінування (2004—2011)
Її найкращі результати в Кубку світу були досягнуті в сезонах 2004/05 і 2005/06, коли вона входила в топ-50, включаючи 44 в гонці переслідування в Обергофі. Фаулер брала участь у чемпіонатах світу з біатлону в 2001, 2005, 2007 і 2008 роках. Її найкращі результати були досягнуті в Гохфільцені у 2005 році, коли вона посіла 53 місце в спринті та 55 місце в гонці переслідування. Кульмінацією кар'єри стала участь у зимових Олімпійських іграх 2006 року в Турині, де британка стала першою жінкою з Великобританії, яка змагалася в біатлоні, фінішувавши 78-ю в індивідуальній гонці та 76-ю в спринті. У 2010 році вона завершила кар'єру біатлоністки в національній збірній.

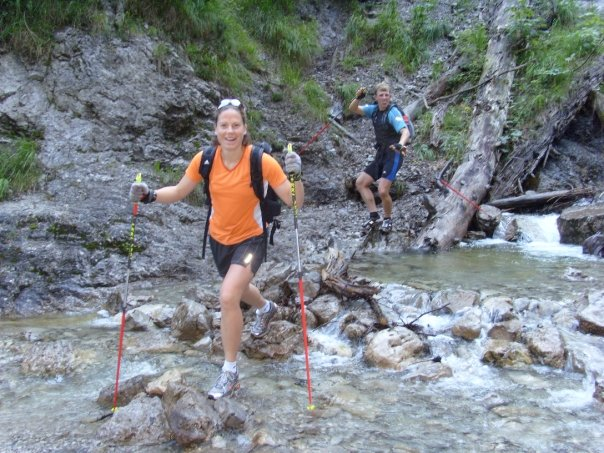
Емма Фаулер у поході в Альпи з Енді МакКенном на задньому плані

На національному рівні Фаулер була мірилом для британських жінок, починаючи з середини 2000-х років. Вона вигравала титули на національних чемпіонатах 25 разів, навіть усі п'ять можливих у 2004 році. Крім того, були титули в естафеті на чемпіонатах з лижних гонок у 2004, 2005, 2007 і 2008 роках, а також титул на дистанції 7,5 км у вільній техніці у 2007 і 2004 роках на дистанції 10 км.
Емма Фаулер завершила кар'єру після чемпіонату Великобританії 2011 року.

## Статистика

### Позиції Кубка світу з біатлону
У таблиці наведено статистику виступів біатлоніста в Кубку світу.
- Місця 1–3: кількість подіумів
- Чільна 10: кількість фінішів у першій десятці
- В очках: кількість виступів, на яких біатлоніст здобував очки
- Старти: кількість стартів

| Місця                         | Індивід. | Спринт | Персьют | Мас-старт | Естафета | Разом |
| ----------------------------- | -------- | ------ | ------- | --------- | -------- | ----- |
| 1                             |          |        |         |           |          |       |
| 2                             |          |        |         |           |          |       |
| 3                             |          |        |         |           |          |       |
| Чільна 10                     |          |        |         |           |          |       |
| В очках                       |          |        |         |           | 3        | 3     |
| Стартів                       | 24       | 56     | 5       |           | 3        | 88    |
| Станом на: Завершення кар'єри |          |        |         |           |          |       |

### Зимові Олімпійські ігри
Результати зимових Олімпійських ігор:
|                                       | Індивідуальні змагання | Індивідуальні змагання | Індивідуальні змагання | Індивідуальні змагання |
| індивідуальна                         | спринт                 | переслідування         | масовий старт          |                        |
| ------------------------------------- | ---------------------- | ---------------------- | ---------------------- | ---------------------- |
| Зимова Олімпіада 2006 \| Італія Турин | 78                     | 67                     | –                      | –                      |

### Чемпіонат світу з біатлону
Результати на Чемпіонаті світу:
| Чемпіонат світу | Чемпіонат світу   | Індивідуальні змагання | Індивідуальні змагання | Індивідуальні змагання | Індивідуальні змагання | естафетні змагання |
| рік             | Місцезнаходження  | індивідуальна          | спринт                 | переслідування         | масовий старт          | жіноча естафета    |
| --------------- | ----------------- | ---------------------- | ---------------------- | ---------------------- | ---------------------- | ------------------ |
| 2001 рік        | Поклюка           | 68                     | 67                     | –                      | –                      | –                  |
| 2005 рік        | Гохфільцен        | 89                     | 53                     | 55                     | –                      | –                  |
| 2007 рік        | Разун-Антерсельва | 83                     | 67                     | –                      | –                      | –                  |
| 2008 рік        | Естерсунд         | 85                     | 87                     | –                      | –                      | –                  |
| 2009 рік        | Пхьончхан         | 83                     | 79                     | –                      | –                      | 21                 |

### Чемпіонат світу серед юніорів
Результати на юніорському чемпіонаті світу:
| Чемпіонат світу | Чемпіонат світу  | індивідуальна | спринт | переслідування | Серія |
| рік             | Місцезнаходження | індивідуальна | спринт | переслідування | Серія |
| --------------- | ---------------- | ------------- | ------ | -------------- | ----- |
| 1999 рік        | Поклюка          | 33            | 51     | –              | –     |